# Ипатије
Флавије Ипатије (лат. Flavius Hypatius, грч. Υπάτιος, погубљен 19. јануара 532. год.) био је византијски војсковођа, великодостојник и кратковеки узурпатор. Свој успон Ипатије је дуговао чињеници да је био сестрић цара Анастасија I. Доцније је наставио каријеру у време Јустина I, али након што је у време устанка „Ника“ (13.-18. јануар 532. год.) против своје воље проглашен за цара од цариградске светине, погубљен је по наређењу Јустинијана I.

## Младост
Ипатије је био син Секунда и Цесарије, рођене сестре будућег цара Анастасија I. Није познато тачно када је Ипатије рођен. Мајчина породица је била родом са Балкана, тачније била је из града Дирахиона на обали Јадрана (данашњег Драча у Албанији). Анастасије је остварио каријеру дворског достојанственика у време цара Зенона (474—491.) и могуће је да је већ тада довео и чланове своје фамилије у Цариград, пре свих две сестре Цесарију и Магну и њихове породице.

## Почетак војне каријера
Након Анастасијевог ступања на трон 491. почиње и прави успон његове родбине. Ипатије је вероватно већ 492. започео војничку каријеру током рата који је нови цар морао да води против одметнутих малоазијских горштака Исавријанаца. Није познато какву је улогу током овог рата Ипатије имао, али је царска влада однела коначну победу 498. године. Након тога, можда у циљу популаризације потенцијалног престолонаследника, или као вид награде за држање у рату, Ипатије је 500. године промовисан у конзула. Вероватно се тих година и оженио са Маријом, девојком родбински повезаном са Анцијом Јулијаном, ћерком западноримског цара Олибрија.
Крајем 502. године персијски краљ Кавад I је упао у римски део Јерменије и заузео неколико утврђења. По паду Амиде, Анастасије је опремио бројну војску и упутио је на исток у пролеће 503. под командом тројице војсковођа: Ипатијем, Патрикијем и Ареобиндом, мужем Анције Јулијане. Ипатије и Патрикије су изгледа носили титуле врховних заповедника војске (magistri militum praesentalis), док је Ареобинд био врховни командант војске на Истоку (magister militum per Orientalis). И поред звучних титула византијски заповедници су између себе били завађени. Патрикије и Ипатије су са за оно време огромном војском од 40.000 људи остали неактивни у околини Амиде, док је Ареобинд са 12.000 војника морао сам да се носи са Кавадовим бројнијим ратницима код Нисибиса. Пошто подмићивањем нису успели да заузму Амиду, Ипатије и његов колега су поражени у близини Самостате. У јесен 503. године Анастасије је опозвао сестрића у Цариград, а врховна команда је поверена царевом канцелару (magister officiorum) Целеру који је до 505. успео да преокрене ратну срећу у римску корист и склопи повољан мир са Кавадом.

## Рат са узурпатором Виталијаном
Након неуспеха у рату са Персијом, Ипатије је једно време био неактиван у војној служби, али се 513. помиње као врховни заповедник римске војске у Тракији (magister militum per Tracias). Међутим, савезнички одреди варвара, стационирани у провинцији Скитији (данашња Добруџа) побунили су се због одбијања цара Анастасија да им испоручи довољна следовања намерница. На чело побуне стао је популарни војсковођа Виталијан који је убрзо наступио и као заштитник православних против цареве монофизитске политике. Да ствар буде гора, убрзо се показало да Ипатије не ужива популарност и поштовање својих војника, пошто је се војска Тракије, Скитије и Мезије прикључила Виталијану. Најзад, Ипатије је био и у личном сукобу са Виталијаном чију је супругу некада увредио. Након што је одметнути војсковођа неометано довео своју војску од 50.000 војника пред Цариград и неуспешно опсео престоницу, Ипатије је замењен Кирилом.
Ни промена на месту команданта Тракије није донела више среће царској војсци. Виталијан је потукао и убио Кирила, а затим је крајем 513. поразио другу царску војску под заповедништвом Ипатија и Алатара. Царске снаге су претрпеле пораз у близини Одесе (данашња Варна на бугарској обали Црног мора), а обојица заповедника су заробљена. Ипатије је као Виталијанов заробљеник морао да истрпи читав низ јавних понижења све док није ослобођен након што је његов ујак исплатио нечувено високу откупнину од око 5.000 фунти злата.
Након тешког понижења, Ипатије је 516. послат на исток Царства где је постављен на положај врховног заповедника војски Истока (magister militum per Orientalis). За разлику од Анастасија, Ипатије је био следбеник халкедонског (православног) симбола вере и боравак на Истоку искористио је да оде на ходочашће у Јерусалим. Познато је да је богато обдарио локалне цркве и манастире и да се састао са вођама православних, између осталих и са св. Савом Освећеним. У јулу 517, током боравка у Киликији, одбио је да се састане са чувеним монофизитским теологом, антиохијским патријархом Севером.

## У служби новединастије
Анастасије је изненада умро 8. јула 518. године. Стари цар се није јасно одредио у погледу наследника престола, мада се у јавности очекивало да га наследи један од три сестрића: Ипатије, његов брат Помпеј или њихов брат од тетке Проб. Ипатије је, као најстарији међу њима и као искусан, али не и успешан војсковођа, био очекиван као кандидат за цара. Међутим, у време Анастасијеве смрти био је у далекој Антиохији, а под притиском царске гарде ескубитора на цариградском хиподрому сенат и окупљени народ су 9. јула прихватили за новог цара команданта гарде Јустина I.
Јустин је убрзо аболирао Виталијана и позвао га у престоницу, док је Ипатије (поново) смењен. Али, када је Виталијан, можда као потенцијални ривал у погледу царске власти, уклоњен 520. године, његов противник Ипатије је поново враћен на место заповедника источних војски. На овом месту ће, уз двогодишњи прекид (525—527) остати до 529. године. У међувремену, Кавад I је у циљу обезбеђивања престола свом трећем по старини сину, будућем Хозроју I, предложио Јустину да адоптира Хозроја. Преговори су поверени Ипатију, који је наводно, по доставама које су стизале са персијске стране, учинио све да споразум не буде постигнут из чисте пакости према цару. И поред смене, истрага није обезбедила доказе о Ипатијевој нелојалности.
Јустин је ипак по наговору својих правника одбио да усини Хозроја и озлојеђени Кавад је отпочео дуготрајни Иберијски рат (526-532). Након Јустинове смрти 527. престо и енергичније вођење рата је преузео Јустинијан I. Једна од мера новог цара била је и довођење даровитог Велизара на Ипатијево место 529. године.

## Устанак „Ника“ и Ипатијева узурпација
По повратку са Истока, Ипатије, који је од 525. носио почасну титулу патрикија, је водио живот цариградског сенатора. Изгледа да после свега није имао даљих амбиција. Као последица заоштравања Јустинијанове фискалне политике, 13. јануара 532. у Цариграду је избио устанак „Ника“. Деме Плавих и Зелених су се удружиле и заузеле кључне положаје у Константинопољу, да би наредног дана запалиле неколико јавних здања и тражиле смену непопуларних великодостојника. Најзад, 15. јануара увече светина на хиподрому је извикала за цара Проба, Ипатијевог брата од тетке. Проб, који је предвидео могућност ове опасне почасти, је претходно већ дискретно напустио престоницу. Ипатије и његов брат Помпеј су тих дана боравили уз цара на двору. Јустинијан је пак, у страху од издаје, 17. јануара наредио свим сенаторима да напусте његову палату. Ипатије и Помпеј су га молили да их не отпушта кућама, али је цар остао неумољив.
Наредног дана, Јустинијан се појавио на хиподрому покушавајући да умири побуну личним обраћањем окупљенима. Светина га је најурила погрдама а затим је извикала Ипатија и довукла га на Константинов форум. Невољни узурпатор је буквално извучен из загрљаја супруге која је кроз плач молила окупљене да не чине то што су намерили јер ће донети несрећу њеној породици. Ипатије, за кога Прокопије из Цезареје бележи да је био полумртав од страха, је потом окруњен златном дијадемом, огрнут пурпурним плаштом и однесен на раменима присталица на хиподром. Затим је постављен на престо у царској ложи и окружен гардистима. Покушај Велизара да га зароби уз помоћ својих лојалних букелара није успео управо због инсистирања гардиста на неутралности високих војних кругова. Најзад, устанак је окончан када су Велизар и Мунд упали на хиподром са малобројном али одлично увежбаном војском плаћеника и масакрирали око 30.000 побуњеника без обзира на године и пол. Злосрећни Ипатије је ухапшен и изведен пред цара заједно са братом Помпејем. По Прокопију, држао се храбро, док је Помпеј преклињао цара за милост. Хипатије је узвратио брату да се не понижава даље пошто су већ осуђени на смрт. По хроничару Јовану Малали Ипатије је такође молио Јустинијана за милост тврдећи да је из лојалности према цару прихватио круну и окупио побуњенике на хиподрому како би се царски одреди лакше обрачунали са њима. Јустинијан је наводно одговорио питањем зашто онда није ништа учинио да спречи разарање и паљење града, након чега је Ипатије прихватио своју судбину. По каснијој традицији, Јустинијан је био спреман да помилује Анастасијеве сестриће, али је на Теодорин миг ипак наредио њихова погубљења.
Ипатије и Помпеј су затим убијени и њихова тела су бачена у море. Таласи су касније избацили Ипатијево тело на обалу и Јустинијан, који изгледа ипак није гајио лично непријатељство према свом неуспешном такмацу, је дозволио сахрану у цркви св. Мавра. Проб је прогнан из Цариграда, али је убрзо опозван, а његова имовина је конфискована. Слично се десило и са Ипатијевим имањем, али је затим ипак враћено његовој супрузи Марији и сину Помпеју Млађем.